# Malthonea ruficornis
Malthonea ruficornis är en skalbaggsart som beskrevs av Belon 1903. Malthonea ruficornis ingår i släktet Malthonea och familjen långhorningar. Inga underarter finns listade i Catalogue of Life.